# Fernand Vast
Fernand Vast (* 26. Mai 1886; † 7. Juni 1968) war ein französischer Radrennfahrer.
1905 wurde Fernand Vast französischer Meister im Straßenrennen. Auf der Bahn belegte er Platz zwei der französischen Meisterschaft im Sprint.
Im Jahr darauf nahm Vast an den Olympischen Zwischenspielen 1906 in Athen teil. Er startete in fünf Disziplinen auf Bahn und Straße. Im Straßenrennen errang er die Goldmedaille mit vier Sekunden Vorsprung auf den Zweiten, seinen Landsmann Maurice Bardonneau. Das Rennen wurde Marathon-Radrennen genannt, da es über die traditionelle Route von Athen nach Marathon sowie über dieselbe Strecke zurück führte. Der eigentliche Marathonlauf fand am selben Tag statt.
Zudem errang Fernand Vast zwei Bronzemedaillen auf der Bahn: im fünf- sowie im 20-Kilometer-Rennen. Das 20-Kilometer-Rennen wurde mit Schrittmachern durchgeführt, motorisiert und unmotorisiert.
1907 fuhr Fernand Vast noch Rennen als Profi, jedoch ohne größeren Erfolg. Anschließend beendete er seine Radsport-Laufbahn.